# Heritage Singers
Los Heritage Singers (Cantantes de la Herencia) es un ministerio musical cristiano originario de los Estados Unidos. Es uno de los grupos de música gospel adventista  con más trayectoria y son reconocidos internacionalmente, sus miembros asisten  a la Iglesia Adventista del Séptimo Día. El grupo ha viajado a 45 países, entre ellos; Chile, Australia, Tahití, Jamaica, República Dominicana, Inglaterra, Puerto Rico, República Checa, Brasil, Perú, entre otros. Interpretan música cristiana contemporánea, inspiracional, alabanza y tradicional. Su sede y estudios de grabación se encuentran en Placerville, California.

## Historia
Heritage Singers surgió en el año 1971, siendo su fundador Max Mace, persona entregada al ministerio, ha sido su director general durante toda la vida del ministerio, aproximadamente 300 cantantes han contribuido al ministerio.
El grupo tiene 49 años de trabajo, en el 2016 celebraron su 45° aniversario, siendo uno de los ministerios con más tiempo después de los Heraldos del Rey y Del Delker. Durante toda su trayectoria, han producido y lanzado más de 90 producciones musicales, varios DVD, recopilaciones y producciones personales de algunos de sus miembros. Entre sus producciones más notorias están: Jesus Is The Lighthouse, Peacespeaker, Because Of Love, Comissioned, Right Now, From The Heart, God´s Wonderful People y muchas más.
En español han producido varias producciones musicales como: Santo, santo, santo, Campeón de amor, Mejor es el amor, Viene un milagro y otras más.

## Grandes Artistas
Muchos miembros del ministerio asisten a la Iglesia Adventista Del Séptimo Día, pero debido al éxito cosechado, su música se ha extendido a otras denominaciones cristianas. Han compartido el escenario con otros grandes artistas del mundo cristiano, entre ellos: Bill Gaither, Sandy Patty, Del Delker y los Heraldos del Rey.
Entre los miembros de la agrupación, Max Mace es uno de los cantantes que ha estado presente en todos los 43 años. Le sigue su hija, Valery "Val" Mace Mapa la cual ha cantado como soprano del grupo, Dave Bell y Becki Trueblood Craig son los miembros con más participación después de los Mace, cantando en las voces de bajo y contralto respectivamente. Tim Davis es el arreglista vocal y uno de los productores del grupo y su esposa Melody canta también en la voz de soprano. Scott Reed y Shani Judd Diehl, comenzaron su ministerio en el grupo Faith First, y después formaron parte del grupo con las voces de tenor y contralto.
Greg Mace es el ingeniero de sonido, ha estado en control de toda la parte técnica de los conciertos mientras que su esposa Adrianne Mace da al grupo su voz de contralto. Entre los artistas más recientes en integrarse se encuentran Jaclyn Pruehs y Miguel Verazas. Todos estos artistas han tenido sus proyectos individuales como ser Val Mace con los álbumes "Dreamer", "Lullaby of Heaven", y "Matter of the Heart". Becki Trueblood con "Heart of the Matter", Scott Reed con "In Awe of You", Shani Diehl con "You Move Me" y Tim Davis con Melody Davis "The Prayer".
Los Heritage Singers han marcado la historia, pues han hecho que muchas personas crean en Dios.
Y sus canciones nos ayudan a fortalecer nuestra fe, y lamentamos la muerte de Max Mace.

## Integrantes
Max Mace - Fundador/Director
Lucy Mace - Directora de conciertos y presentaciones
Tim Davis - Productor y arreglista
Val Mace Mapa
Melody Joy Davis
Becki Trueblood Craig
Shani Judd Diehl
Adriane Mace
Cindy Haffner
Jaclyn Pruehs
Shastin Rains
J. Scott Reed
Marcelo Constanzo
Dave Bell
Tim Calhoun
Miguel Verazas
Kevin Dumitru
Greg Mace - Ingeniero de Sonido
Art Mapa - Arreglista Instrumental/Productor/Programador
♪ La Banda
Art Munar: Piano
Dani Stromback: Teclado
Joel Umali: Teclado
Erik Huber: Piano
Nino Ocampo: Bajo
Christian Cummings: Batería
Art Mapa: Guitarra

## Heritage Quartet en español
- Denar Almonte     (1.er tenor)
- Rodolfo Vásquez (2.º tenor)
- Gerson Villalón     (Barítono)
- Alejandro Ambiado   (Bajo)

- Datos: Q11278030